# Mongkut
Mongkut, egentligen Phra Bat Somdet Phra Poramenthra Maha Mongkut Phra Chom Klao Chao Yu Hua (Thai: พระบาทสมเด็จพระปรเมนทรมหามงกุฎ พระจอมเกล้าเจ้าอยู่หัว), även känd som Rama IV, född 18 oktober 1804 i Bangkok, död 1 oktober 1868 i Bangkok, var kung av Siam (Thailand) under Chakridynastin 1851-68.
Under Mongkuts regim moderniserades Siam, inom såväl teknik som kultur. Mongkut införde även en del västerländska innovationer och på grund av sitt styre fick Mongkut smeknamnet "Fadern av vetenskap och teknologi". Mongkut blev också känd, då han 1851 utnämnde sin bror Chutamani till andre kung under namnet Pinklao. Mongkut menade att Pinklao skulle respekteras och hedras likaväl som honom själv. Under Mongkuts regeringstid blev huset Bunnag som mäktigast och blev sedermera den mäktigaste adliga ätten i Siam.

## Tidigt liv
Mongkut var andre son till prinsen Isarasundhorn och prinsessan Bunreod. Han föddes i palatset Thonburi, där hans äldre bror hade avlidit kort efter födseln 1801. Han följdes likaså av prins Chutamani 1808. 1809 kröntes Isarasundhorn som Buddha Loetla Nabhalai (senare kung Rama II). Den kungliga familjen flyttade sedan till Stora Palatset. 1824 blev Mongkut, enligt tradition, buddhistisk munk med namnet Vajirayan. Samma år avled hans far och enligt traditionen borde Mongkut blivit krönt till efterträdare, men adeln valde prins Jessadabodindra (Nangklao) till kunglig konkubin. Därvid behöll Mongkut sin plats i klostret.
Vajirayan ägnade sig mycket åt religionen och reste runt i landet som en munk. 1829 träffade han i Phetchaburi munken Buddhawangso, vilken Vajirayan beundrade och inspirerades till att fortsätta sitt religiösa leve. 1833 inledde Vajirayan en reformrörelse för att söka stärka den kanoniska lagen, som då hade utvecklats till Dhammayuttia Nikaya. 1836 anlände Vajirayan till Wat Bowonniwet Vihara och blev dess förste abbot. Under denna tid upptäckte han de västerländska kunskaperna och började studera latin, engelska och astronomi tillsammans med missionärer och sjömän. Den apostoliska vikarien Jean-Baptiste Pallegoix bodde i närheten av Vajirayan och dessa två blev goda vänner. 

## Tid som kung
Frågor uppstod i samband med Nangklos efterträdare. Själv ogillade Nangklao kungliga prinsar av olika skäl och Mongkut avslogs som tänkbar arvtagare. Mongkut stöttades dock av probritten Dis Bunnak, Samuha Kalahom och de väpnade styrkornas ledare, som var den mäktigaste adelsmannen under Nangklos dynasti. Mongkut stöttades även av brittiska köpmän, som var rädda för de antibrittiska strömmarna, som hade vuxit till sig under den föregående monarkens regeringstid. Bunnak sände sina män till den ceremoni, som anordnades åt Mongkut, då denne lämnade munklivet, trots att Nangklos fortfarande var vid liv. Med hjälp av den mäktiga adeln och Storbritannien var Mongkut säkrad en plats på tronen.
Efter tjugosju år av pilgrimsfärd besteg Mongkut tronen 1851. Han tog till sig namnet Phra Chom Klao, men utlänningar kom att fortsätta kalla honom Mongkut. Inuti palatset fanns en stad av kvinnor, senare räkningar har fastslagit tretusen eller mer. Dessa var mestadels tjänare, vakter, tjänstemän och pigor. Mongkut kom att förvärva trettiotvå fruar och när han sedermera avled hade han åttiotvå barn. Samma år han blev kung, krönte Mongkut sin bror Pinklao till andre monark. Mongkut gjorde sin anhängare Dis Bunnak till regent över Somdet Chao Phraya och gjorde dennes bror, Tat till regent i Bangkok. Siam vilade därmed i stort sett i händerna på bröderna Bunnak.
Vid kröningen den 2 april 1851 gifte sig Mongkut med sin första hustru, drottning Somanat, som avled samma år, varvid Mongkut gifte sig med sin halvbrors sondotter, Mom Chao Rampoei, som senare blev drottning Debsirindra.

## Kulturella reformer
Det stora inflödet av västerlänningar i Siam ledde till idén om att Jorden var rund. Många ur Siams befolkning hade svårt att acceptera detta, främst av religiösa skäl, detta då den buddhistiska skriften beskrev Jorden som platt. Mongkut menade att han haft kännedom om att Jorden var rund femton år innan det att amerikanska missionärer anlände till Siam. Dock kom Jordens form att debatteras under hela 1800-talet.  
Under början av 1820-talet ägde två revolutioner rum, båda initierades av Mongkut under dennes tid som munk. För det första kämpade han för att folket skulle anta den moderna geografin och vetenskaper, som betraktades som västerländska. Och för det andra sökte han reformer inom buddhismen och som ett resultat av detta skapades en ny sekt inom religionen. Båda revolutionerna ändrade renheten och giltigheten inom den buddhistiska ordningen, som på den tiden fanns i Siam. Mongkut menade att buddhismen skulle avstå från världsliga frågor och begränsa sig till andliga och moraliska frågor. I och med denna ståndpunkt, kom Siam att snabbare moderniseras. 

### Sociala förändringar
1852 tilldrog en ström av engelska och amerikanska missionärer till Siam, då Mongkut anställt dessa för att undervisa furstarna i engelska. Han anlitade också västerländska legosoldater för att undervisa Siams trupper i västerländsk krigskonst. I Bangkok återupptogs samtidigt publiceringen av Siams första tidning. Missionärerna var dock inte lika framgångsrika när det gällde att göra religiösa omvandlingar. Mongkut ville dock inte överge den traditionella kulturen i Siam. 1852 beordrade han domstolens adelsmän att bära skjortor, vilket tidigare varit förbjudet för dem, detta då de kunde gömma vapen i skjortorna. Tidigare hade adelsmännen fått träffa kungen med bar överkropp. Mongkuts reform i denna fråga kritiserades dock av västerlänningarna, varför det drogs tillbaka.
Mongkut införde festivalen Magha Puja för att fira Buddha. Mongkut förbättrade även kvinnornas rättigheter i Siam; han släppte bland annat ett antal kungliga konkubiner fria för att finna sina egna män. Han förbjöd också tvångsäktenskap av alla slag och försäljningar av hustrur för att betala skulder. I motsats till Nangklao insåg inte Mongkut vikten av att skicka sändebud till Qingdynastins domstol, detta då uppdragen symboliserade Siams underkastelse till Qingkejsaren. 

## Död och eftermäle
1868 erbjöd Mongkut högt uppsatta europeiska och siamesiska tjänstemän att följa med honom till byn Wakor i provinsen Prachuap Khiri Khan söder om Hua Hin, där en solförmörkelse skulle äga rum den 18 augusti. En av de inbjudna var den brittiske ambassadören Sir Harry Ord. Det var Mongkut som förutspådde solförmörkelse och han använde thailändska system för att mäta tid, men använde västerländska metoder för att räkna ut platsen. Under expeditionen drabbades Mongkut och prinsen Chulalongkorn av malaria, av vilket kungen avled sex veckor senare i Bangkok. Sonen överlevde dock sjukdomen och blev Mongkuts efterträdare på tronen. 
Asteroiden 151834 Mongkut har uppkallats efter den siamesiska kungen och hans bidrag till astronomin och moderniseringen av Siam.

## Galleri

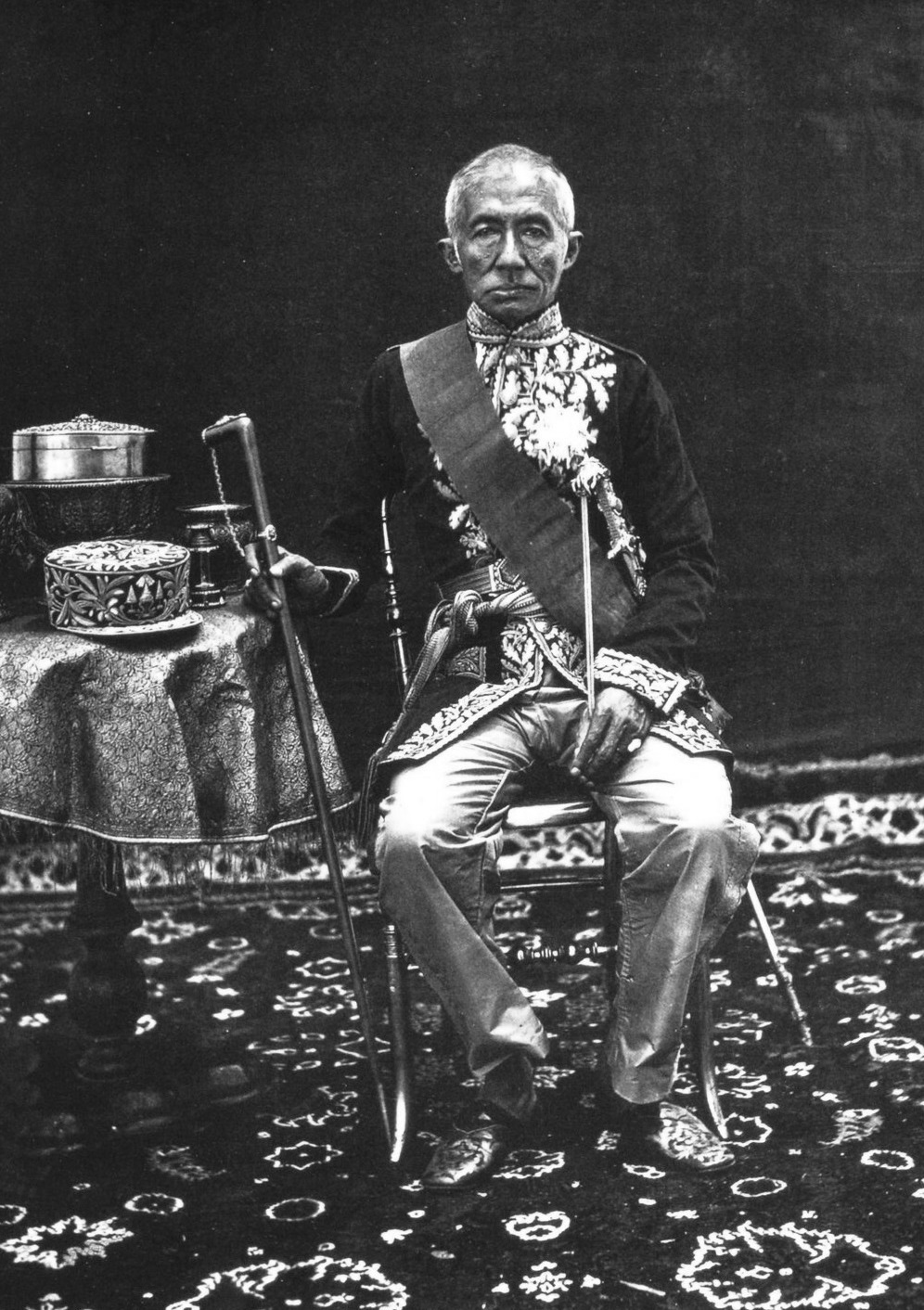
Kung Mongkut av Siam.